# Liga Santandereana de Rugby
La Liga Santandereana de Rugby, (LSR) es el ente encargado del desarrollo y promoción del rugby en el Departamento de Santander (Colombia), Afiliada la Federación Colombiana de Rugby (FCR).

## Historia
En 1996 comienzan a realizarse prácticas con estudiantes universitarios convocados por José Ignacio Becerra, Raphaël Choserot y bajo la conducción de Frédéric Lhotellier (director de la Alianza Colombo-francesa de esa época).
En 1997 se fundó el primer club deportivo de rugby del departamento de Santander, Alianza Francesa Rugby Club. Meses más tarde este grupo sufre una división dolosa, suscitando la creación de un segundo club, el "Águilas-Bucaramanga R.C.
En 1999 se fundó el primer equipo femenino de Santander, Las Panteras, bajo la iniciativa de la arquitecta Marcela DIAZ de la U. Santo Tomás, lo que permite iniciar el proceso de constitución de la LSR.
Para mediados del año 2000 la Universidad Industrial de Santander es creada pour un grupo de jugadores de la AFRC estudiantes de la UIS, equipo que se adjunta a la LSR.
A la fecha la LSR ha participado en certámenes competitivos del orden nacional e internacional, aportando 15 jugadores mayores masculino, 5 juveniles masculino y  3 jugadoras femeninas a las Selecciones Nacionales.

## Torneos organizados por la Liga
- Torneo Apertura Mayores Masculino en la modalidad de 15.
- Torneo Finalización Mayores Masculino en la modalidad de 15.
- Torneo Juvenil.
- Paradas Locales Mayores Masculino, Femenino y Juvenil en la modalidad de Seven A-Side.
- Festivales Infantiles.

## Clubes afiliados
- Alianza Francesa Rugby Club-AFRC.
- Águilas-Bucaramanga Rugby Club-BRC.
- Dragones Rugby Club del municipio de Lebrija.
- Templarios del municipio de Barrancabermeja.
- Gold Black del municipio de Barrancabermeja.

## Equipos invitados
- Escuderos.
- Guanes.
- Toros-Universidad Industrial de Santander.
- Unidades Tecnológicas de Santander-UTS.

En Categoría Femenina:
- Universidad Industrial de Santander.
- Dragones
- Águilas Femenino.
- Templarios del municipio de Barrancabermeja.
- Spartans-UNAB